# تروجان (برند)
تروجان (انگلیسی: Trojan) نام تجاری کاندوم و روان‌کننده‌های جنسی است که توسط شرکت چرچ اند دوایت تولید می‌شود. کاندوم‌های تروجان توسط مرل لیلند یانگز در دهه ۱۹۱۰ پس از نقل مکان به شهر نیویورک آغاز شد. تولیدکننده عمده کاندوم قبل از یانگز، جولیوس اشمید بود که از سال ۱۸۸۰ از روده حیوانات کاندوم می‌ساخت.
تا سال ۲۰۰۶، ۷۰٫۵ درصد از کاندوم‌های خریداری شده در داروخانه‌های ایالات متحده، مارک تروجان بوده‌اند.